# Manuel Herreros
Manuel "Champi" Herreros (né à Villarrobledo, dans la province d'Albacete le 20 avril 1963) est un ancien pilote de moto espagnol qui courait sur des petites cylindrées.

## Carrière en Grand Prix
1984 : Il dispute son premier Grand Prix en 1984 en Espagne au guidon d'un 125 cm3 MBA (Morbidelli-Benelli Armi), course qu'il termine 5e.
En 1985, il court pour Derbi en 80 cm3, remportant une belle 2e place en Italie, deux 3e en Espagne et Yougoslavie et une 4e au Pays-Bas, il est donc 4e au championnat avec 45 points.
En 1986, en catégorie 80 cm3  il remporte la 1re de ses deux victoires dans sa carrière sportive. C'est en Allemagne au Nürburgring, après deux 3e places en Espagne et en Italie. Il enchaîne avec deux places de 2e en Autriche et au Pays-Bas, une 4e en Angleterre, la 3e au GP de Saint-Marin sur le circuit Santa-Monica de Misano (Italie) et enfin une 4e place sur l'unique GP de Bade-Wurtemberg à Hockenheim. Il termine donc la saison comme vice-champion derrière Jorge "Aspar" Martínez.
En 1987, il récidive avec une victoire à Saint-Marin, trois 2e places (Italie, Pays-Bas, Portugal), la 3e sur le podium d'Autriche et 4 autre résultats dans les points (Espagne, Allemagne, Yougoslavie, Tchécoslovaquie). Il se retrouve ainsi  une nouvelle fois dauphin de son camarade de l'équipe Ducados, Jorge Martínez en 80 cm3.
Pour 1988 toujours sur Derbi, il termine 4e d'un championnat qui voit le mode d'attribution changer une nouvelle fois, les 15 premiers étant désormais récompensés. Autre particularité de l'année en « Continental Circus », pour la première fois dans l'histoire, deux GP consécutifs se déroulent dans le même pays. En effet, initialement dénommé GP du Portugal et prévu à Estoril, il se court finalement à Jerez en Espagne, la fédération portugaise s'étant désengagée. Cette course, reçoit le nom de "GP Expo 92" afin de promouvoir l'exposition universelle de Séville.
Manuel Herreros ne participe qu'à 5 courses en 1988, avec une seconde place à ce "GP Expo 92", deux 3e places en Italie et Allemagne et 2 résultats dans les points en Espagne et Yougoslavie, il termine au pied du podium final derrière Martínez (qui à remporté 6 courses sur 7), Álex Crivillé et Stefan Dörflinger sur son 80 cm3 Krauser (es). 
En 125 cm3, Herreros est remplacé chez Derbi par Crivillé dès le Grand Prix de Belgique, après une 2e place en Italie et une 4e en Allemagne. 
1989 est la dernière saison couru par les 80 cm3. Herreros et Martínez sur leurs Derbi sont favoris. Finalement, c'est Herreros qui est champion du monde de la catégorie,. Pourtant dans cette saison, au cours de laquelle il a remporté le titre mondial, il n'a gagné aucune course. Son palmarès est tout de même étoffé, avec quatre 2e places (Allemagne, Yougoslavie, Pays-Bas, et Tchécoslovaquie), une 4e (Italie) et une 5e (Espagne).
Il est le dernier champion du monde 80 cm3, car la catégorie instaurée en 1983 est définitivement interrompue après cette saison 1989. Elle n'a connu que 3 vainqueurs Dörflinger, Martínez (3 fois chacun) et Herreros.
1990 - 1991 : Lors de ses 2 dernières saisons, il court sur un 125 cm3 J.J Cobas (es) à moteur Rotax, avec lequel, en 18 participations, il abandonne ou n'est pas qualifié à 13 reprises. Il marque uniquement 6 petits points en Espagne en 1991. Il met alors fin à sa carrière en course après le GP d'Allemagne. 
Il a ensuite dirigé sa propre équipe, l'équipe Champi, qui a participé au championnat espagnol de vitesse (CEV) à partir de 2011.
Manuel Herreros a été sélectionné pour participer à un "Lap Of Honor" avec d'autres coureurs célèbres (John McGuinness, Freddie Spencer, Phil Read, Michael Dunlop, Giacomo Agostini et d'autres) au Tourist Trophy de l'île de Man en 2013.

## Prix, reconnaissances et distinctions
- Médaille du mérite sportif (1989)[12].
- Médaille d'argent de l'Ordre du Mérite Sportif, accordée par le Conseil Supérieur des Sports d'Espagne (1994)[13].
- Insigne d'or de l'Ajuntament de Torrent (4 mars 2002)
- Hommage de l'Association des Veïns Nicolàs Andreu de Torrent (15 août 2006)[14].
- Membre honoraire de l'UNICEF.